# Born Like This
Born Like This è il sesto album dell'artista hip hop statunitense-britannico MF Doom, pubblicato sotto il nome Doom nel 2009.
Generalmente elogiato dalla critica specializzata, totalizza 77/100 su Metacritic e include le produzioni di Madlib e J Dilla affiancati da «leggende» quali Raekwon, Ghostface Killah, Slug degli Atmosphere e Freddie Foxxx.
| Recensione       | Giudizio |
| ---------------- | -------- |
| AllMusic         | [ 1 ]    |
| Q                | [ 2 ]    |
| RapReviews       | [ 2 ]    |
| Pitchfork        | [ 2 ]    |
| PopMatters       | [ 2 ]    |
| Slant Magazine   | [ 2 ]    |
| NME              | [ 2 ]    |
| The A.V. Club    | A-       |
| Spin             | [ 2 ]    |
| Robert Christgau | A-       |

## Tracce
1. Supervillain Intro (featuring Mr. Chop) – 0:54 (DOOM, Kelvin Mercer, Cox “Mr. Chop” Littler) – DOOM, Mr. Chop
2. Gazzillion Ear – 4:12 (DOOM, James Yancey) – J Dilla
3. Ballskin – 1:30 (DOOM) – Jake One
4. Yessir! (featuring Raekwon) – 2:34 (DOOM) – DOOM
5. Absolutely – 2:43 (DOOM, Otis Jackson Jr.) – Madlib
6. Rap Ambush – 1:28 (DOOM) – Jake One
7. Lightworks – 1:52 (DOOM, J. Yancey, Raymond Scott) – J Dilla
8. Batty Boyz – 3:16 (DOOM) – DOOM
9. Angelz (featuring Tony Starks) – 3:07 (DOOM) – DOOM
10. Cellz (featuring Mr. Chop) – 4:21 (DOOM, C. Littler) – DOOM, Mr. Chop
11. Still Dope (featuring Impress Stahhr tha Femcee) – 2:40 (DOOM) – DOOM
12. Microwave Mayo – 2:26 (DOOM) – Jake One
13. More Rhymin' – 1:39 (DOOM) – Jake One
14. That's That – 2:15 (DOOM, Galt MacDermot) – DOOM
15. Supervillainz (featuring Kurious, Slug, Mobonix & Mr. Chop) – 2:49 (DOOM, C. Littler, K. Mercer, Maurice “Mobonix” White, Jorge Alvarez, Prince Paul, Sean Daley) – DOOM, Mr. Chop
16. Bumpy's Message (featuring Bumpy Knuckles & Mr. Chop) – 1:36 (DOOM, C. Littler, S. Daley) – DOOM, Mr. Chop
17. Thank Yah – 1:14 (DOOM) – DOOM

## Classifiche settimanali
| Classifica (2009)         | Posizione massima |
| ------------------------- | ----------------- |
| Stati Uniti               | 52                |
| US Independent Albums     | 5                 |
| US Top R&B/Hip-Hop Albums | 29                |
| US Top Rap Albums         | 9                 |